# Allsvenskan 2019
L'Allsvenskan 2019 è stata la 95ª edizione della massima serie del campionato svedese di calcio con la denominazione di Allsvenskan. La stagione è iniziata il 31 marzo 2019 e si è conclusa il 2 novembre 2019. L'AIK era la squadra campione in carica. Il Djurgården ha vinto il titolo per la dodicesima volta nella sua storia.

## Stagione

### Novità
Dalla Allsvenskan 2018 sono stati retrocessi in Superettan il Brommapojkarna (sconfitto nello spareggio salvezza/promozione), il Dalkurd e il Trelleborg. Dalla Superettan 2018 sono stati promossi in Allsvenskan l'Helsingborg (al ritorno in Allsvenskan dopo 2 anni di assenza), il Falkenberg (al ritorno in Allsvenskan dopo 3 anni di assenza) e l'AFC Eskilstuna (che ritorna nella massima serie dopo un anno di assenza dopo aver vinto lo spareggio salvezza/promozione).

### Formula
Le 16 squadre partecipanti si affrontano in un girone all'italiana con partite di andata e ritorno, per un totale di 30 giornate. La squadra prima classificata è dichiarata campione di Svezia e viene ammessa al secondo turno di qualificazione della UEFA Champions League 2020-2021. La seconda e la terza classificata, assieme alla vincitrice della Svenska Cupen 2019-2020, sono ammesse all'UEFA Europa League 2020-2021. La terzultima classificata gioca uno spareggio salvezza/promozione contro la terza classificata della Superettan 2019. Le ultime due classificate sono retrocesse direttamente in Superettan.

## Squadre partecipanti
| Club           | Stagione | Città       | Stadio                  | Stagione precedente      |
| -------------- | -------- | ----------- | ----------------------- | ------------------------ |
| AFC Eskilstuna | dettagli | Eskilstuna  | Tunavallen              | 3º posto in Superettan   |
| AIK            | dettagli | Stoccolma   | Friends Arena           | Campione di Svezia       |
| Djurgården     | dettagli | Stoccolma   | Tele2 Arena             | 7º posto in Allsvenskan  |
| Elfsborg       | dettagli | Borås       | Borås Arena             | 12º posto in Allsvenskan |
| Falkenberg     | dettagli | Falkenberg  | Falcon Alkoholfri Arena | 2º posto in Superettan   |
| GIF Sundsvall  | dettagli | Sundsvall   | NP3 Arena               | 8º posto in Allsvenskan  |
| Hammarby       | dettagli | Stoccolma   | Tele2 Arena             | 4º posto in Allsvenskan  |
| Helsingborg    | dettagli | Helsingborg | Olympia                 | 1º posto in Superettan   |
| Häcken         | dettagli | Göteborg    | Bravida Arena           | 5º posto in Allsvenskan  |
| IFK Göteborg   | dettagli | Göteborg    | Gamla Ullevi            | 11º posto in Allsvenskan |
| IFK Norrköping | dettagli | Norrköping  | Östgötaporten           | 2º posto in Allsvenskan  |
| Kalmar         | dettagli | Kalmar      | Guldfågeln Arena        | 10º posto in Allsvenskan |
| Malmö FF       | dettagli | Malmö       | Stadion                 | 3º posto in Allsvenskan  |
| Sirius         | dettagli | Uppsala     | Studenternas IP         | 13º posto in Allsvenskan |
| Örebro         | dettagli | Örebro      | Behrn Arena             | 9º posto in Allsvenskan  |
| Östersund      | dettagli | Östersund   | Jämtkraft Arena         | 6º posto in Allsvenskan  |

### Allenatori e primatisti
| Squadra        | Allenatore | Calciatore più presente (tra parentesi il numero delle presenze) | Cannoniere (tra parentesi il numero dei gol segnati) |
| -------------- | --- | ---------------------------------------------------------------- | ---------------------------------------------------- |
| AFC Eskilstuna | Nemanja Miljanović (1ª-22ª) Saulius Širmelis (23ª-30ª)                                                          | Samuel Nnamani (28)                                              | Samuel Nnamani (7)                                   |
| AIK            | Rikard Norling                                                                                                  | Henok Goitom (30)                                                | Henok Goitom, Tarik Elyounoussi (11)                 |
| Djurgården     | Kim Bergstrand e Thomas Lagerlöf                                                                                | Fredrik Ulvestad (30)                                            | Mohamed Buya Turay (15)                              |
| Elfsborg       | Jimmy Thelin | Frederik Holst, Simon Olsson, Stian Gregersen (26)               | Jesper Karlsson (8)                                  |
| Falkenberg     | Hans Eklund | Jacob Ericsson (30)                                              | John Chibuike, Nsima Peter (4)                       |
| GIF Sundsvall  | Joel Cedergren (1ª-21ª) Andreas Pettersson (22ª, ad interim) Tony Gustavsson (23ª-30ª)                          | Jonathan Tamimi (29)                                             | Linus Hallenius (6)                                  |
| Hammarby       | Stefan Billborn                                                                                                 | Darijan Bojanić (29)                                             | Muamer Tanković (14)                                 |
| Helsingborg    | Per-Ola Ljung (1ª-12ª) Henrik Larsson (13ª-20ª) Alexander Tengryd (21ª-22ª, ad interim) Olof Mellberg (23ª-30ª) | Markus Holgersson, Max Svensson (30)                             | Max Svensson (7)                                     |
| Häcken         | Andreas Alm | Peter Abrahamsson (29)                                           | Paulinho (11)                                        |
| IFK Göteborg   | Poya Asbaghi | Giannīs Anestīs (30)                                             | Robin Söder (14)                                     |
| IFK Norrköping | Jens Gustafsson                                                                                                 | Isak Pettersson (30)                                             | Jordan Larsson (11)                                  |
| Kalmar         | Magnus Pehrsson (1ª-29ª) Jens Nilsson (30ª + spareggio, ad interim)                                             | Lucas Hägg-Johansson (30)                                        | Nils Fröling (5)                                     |
| Malmö FF       | Uwe Rösler | Johan Dahlin (29)                                                | Markus Rosenberg (13)                                |
| Sirius         | Henrik Rydström                                                                                                 | Karl Larson, Philip Haglund, Tim Björkström (29)                 | Philip Haglund (7)                                   |
| Örebro         | Axel Kjäll | Oscar Jansson (30)                                               | Carlos Strandberg (11)                               |
| Östersund      | Ian Burchnall                                                                                                   | Dino Islamović, Noah Sonko Sundberg (28)                         | Dino Islamović (7)                                   |

## Classifica finale
|  | Pos. | Squadra        | Pt | G  | V  | N  | P  | GF | GS | DR  |
|  | ---- | -------------- | -- | -- | -- | -- | -- | -- | -- | --- |
|  | 1.   | Djurgården     | 66 | 30 | 20 | 6  | 4  | 53 | 19 | +34 |
|  | 2.   | Malmö FF       | 65 | 30 | 19 | 8  | 3  | 56 | 16 | +40 |
|  | 3.   | Hammarby       | 65 | 30 | 20 | 5  | 5  | 75 | 38 | +37 |
|  | 4.   | AIK            | 62 | 30 | 19 | 5  | 6  | 47 | 24 | +23 |
|  | 5.   | IFK Norrköping | 57 | 30 | 16 | 9  | 5  | 54 | 26 | +28 |
|  | 6.   | Häcken         | 49 | 30 | 14 | 7  | 9  | 44 | 29 | +15 |
|  | 7.   | IFK Göteborg   | 48 | 30 | 13 | 9  | 8  | 46 | 31 | +15 |
|  | 8.   | Elfsborg       | 43 | 30 | 11 | 9  | 10 | 44 | 45 | -1  |
|  | 9.   | Örebro         | 33 | 30 | 9  | 6  | 15 | 40 | 56 | -16 |
|  | 10.  | Helsingborg    | 30 | 30 | 8  | 6  | 16 | 29 | 49 | -20 |
|  | 11.  | Sirius         | 29 | 30 | 8  | 5  | 17 | 34 | 51 | -17 |
|  | 12.  | Östersund      | 25 | 30 | 5  | 10 | 15 | 27 | 52 | -25 |
|  | 13.  | Falkenberg     | 25 | 30 | 6  | 7  | 17 | 25 | 62 | -37 |
|  | 14.  | Kalmar         | 23 | 30 | 4  | 11 | 15 | 22 | 47 | -25 |
|  | 15.  | GIF Sundsvall  | 20 | 30 | 4  | 8  | 18 | 31 | 50 | -19 |
|  | 16.  | AFC Eskilstuna | 20 | 30 | 4  | 8  | 18 | 23 | 55 | -32 |

Legenda:
      Campione di Svezia e ammessa alla UEFA Champions League 2020-2021
      Ammesse alla UEFA Europa League 2020-2021
 Ammesso allo spareggio salvezza-promozione
      Retrocesse in Superettan 2020
Note:
Tre punti a vittoria, uno a pareggio, zero a sconfitta.
La classifica viene stilata secondo i seguenti criteri:
- Punti conquistati
- Differenza reti generale
- Reti totali realizzate

## Risultati
Ogni riga indica i risultati casalinghi della squadra segnata a inizio della riga, contro le squadre segnate colonna per colonna (che invece avranno giocato l'incontro in trasferta). Al contrario, leggendo la colonna di una squadra si avranno i risultati ottenuti dalla stessa in trasferta, contro le squadre segnate in ogni riga, che invece avranno giocato l'incontro in casa.
|                | AFC  | AIK  | DJU  | ELF  | FAL  | GIF  | HÄC  | HAM  | HEL  | GÖT  | NOR  | KAL  | MAL  | ÖRE  | ÖST  | SIR  |
| -------------- | ---- | ---- | ---- | ---- | ---- | ---- | ---- | ---- | ---- | ---- | ---- | ---- | ---- | ---- | ---- | ---- |
| AFC Eskilstuna | –––– | 2-4  | 1-1  | 2-2  | 0-0  | 1-0  | 0-2  | 1-6  | 1-1  | 3-1  | 0-2  | 3-1  | 0-1  | 1-1  | 0-1  | 0-0  |
| AIK            | 2-1  | –––– | 1-0  | 3-0  | 2-0  | 2-1  | 1-0  | 2-0  | 2-0  | 1-0  | 0-2  | 1-2  | 0-0  | 2-0  | 0-0  | 2-1  |
| Djurgården     | 3-0  | 0-2  | –––– | 2-0  | 1-0  | 2-2  | 2-0  | 1-2  | 2-0  | 2-1  | 1-1  | 2-0  | 1-1  | 3-0  | 3-1  | 4-0  |
| Elfsborg       | 1-0  | 1-1  | 0-1  | –––– | 4-0  | 3-1  | 0-0  | 1-1  | 1-1  | 2-0  | 0-0  | 2-1  | 0-3  | 4-2  | 4-1  | 1-1  |
| Falkenberg     | 1-0  | 1-5  | 0-3  | 2-1  | –––– | 2-0  | 0-3  | 0-2  | 1-1  | 1-1  | 0-2  | 0-0  | 1-2  | 1-0  | 1-0  | 0-0  |
| GIF Sundsvall  | 0-0  | 1-1  | 1-4  | 1-2  | 3-1  | –––– | 0-1  | 2-3  | 1-2  | 0-2  | 4-4  | 1-2  | 3-1  | 1-2  | 1-1  | 2-1  |
| Häcken         | 3-0  | 1-2  | 0-1  | 1-2  | 4-1  | 1-0  | –––– | 2-0  | 2-1  | 1-2  | 0-1  | 1-0  | 1-1  | 3-0  | 1-1  | 4-1  |
| Hammarby       | 3-1  | 2-1  | 2-1  | 5-2  | 6-2  | 3-0  | 4-1  | –––– | 2-1  | 6-2  | 2-2  | 1-1  | 2-0  | 5-1  | 4-0  | 2-0  |
| Helsingborg    | 2-1  | 1-3  | 1-1  | 1-2  | 1-1  | 1-1  | 0-2  | 2-1  | –––– | 1-2  | 3-1  | 2-0  | 0-1  | 1-4  | 2-0  | 1-0  |
| IFK Göteborg   | 1-0  | 3-0  | 0-1  | 3-0  | 1-1  | 2-1  | 0-0  | 0-0  | 3-1  | –––– | 0-0  | 4-0  | 0-0  | 0-1  | 7-1  | 2-1  |
| IFK Norrköping | 4-0  | 0-0  | 2-2  | 2-0  | 4-3  | 2-0  | 2-1  | 2-0  | 5-0  | 1-2  | –––– | 1-0  | 1-1  | 3-0  | 3-0  | 0-1  |
| Kalmar         | 0-0  | 0-1  | 0-1  | 1-1  | 2-3  | 0-2  | 1-1  | 2-2  | 1-0  | 1-1  | 2-2  | –––– | 0-5  | 1-1  | 1-1  | 0-2  |
| Malmö FF       | 5-0  | 2-0  | 0-1  | 4-1  | 5-0  | 2-1  | 1-1  | 4-1  | 3-0  | 1-0  | 1-0  | 1-0  | –––– | 2-1  | 2-0  | 1-1  |
| Örebro         | 3-1  | 2-1  | 0-3  | 2-2  | 4-0  | 0-0  | 1-2  | 2-3  | 0-1  | 2-2  | 1-2  | 1-1  | 0-5  | –––– | 2-0  | 0-2  |
| Östersund      | 1-2  | 1-3  | 1-2  | 1-1  | 3-2  | 1-1  | 1-1  | 1-2  | 3-0  | 0-0  | 2-1  | 1-2  | 0-0  | 1-3  | –––– | 2-0  |
| Sirius         | 3-2  | 0-2  | 0-2  | 2-4  | 2-0  | 1-0  | 3-4  | 1-3  | 2-1  | 2-4  | 0-2  | 3-0  | 0-1  | 3-4  | 1-1  | –––– |

## Spareggio salvezza/promozione
Allo spareggio salvezza/promozione vengono ammesse la quattordicesima classificata in Allsvenskan (Kalmar) e la terza classificata in Superettan (Brage).
|        | Risultati |        | Luogo e data              |
| ------ | --------- | ------ | ------------------------- |
| Brage  | 0 - 2     | Kalmar | Borlänge, 6 novembre 2019 |
| Kalmar | 2 - 2     | Brage  | Kalmar, 10 novembre 2019  |
|        |           |        |                           |

## Statistiche

### Squadre

#### Capoliste solitarie
|    | ——   | —— | ——       | ——       | —— | ——    | ——    | ——    | ——    | ——    | ——    | ——    | ——    | ——    | ——    | ——    | ——         | ——         | ——         | ——         | ——         | ——         | ——         | ——         | ——         | ——  | ——         | ——         | ——         | —— |  |
|    | Sir. |    | Djurgår. | Djurgår. |    | Malmö | Malmö | Malmö | Malmö | Malmö | Malmö | Malmö | Malmö | Malmö | Malmö | Malmö | Djurgården | Djurgården | Djurgården | Djurgården | Djurgården | Djurgården | Djurgården | Djurgården | Djurgården |     | Djurgården | Djurgården | Djurgården |    |  |
|    |      |    |          |          |    |       |       |       |       |       |       |       |       |       |       |       |            |            |            |            |            |            |            |            |            |     |            |            |            |    |  |
|    |      |    |          |          |    |       |       |       |       |       |       |       |       |       |       |       |            |            |            |            |            |            |            |            |            |     |            |            |            |    |  |
| 1ª | 2ª   | 3ª | 4ª       | 5ª       | 6ª | 7ª    | 8ª    | 9ª    | 10ª   | 11ª   | 12ª   | 13ª   | 14ª   | 15ª   | 16ª   | 17ª   | 18ª        | 19ª        | 20ª        | 21ª        | 22ª        | 23ª        | 24ª        | 25ª        | 26ª        | 27ª | 28ª        | 29ª        | 30ª        |    |  |

### Primati stagionali
Squadre
- Maggior numero di vittorie: Djurgården e Hammarby (20)
- Maggior numero di pareggi: Kalmar (11)
- Maggior numero di sconfitte: GIF Sundsvall e AFC Eskilstuna (18)
- Minor numero di vittorie: Kalmar, GIF Sundsvall e AFC Eskilstuna (4)
- Minor numero di pareggi: Hammarby, AIK e Sirius (5)
- Minor numero di sconfitte: Malmö (3)
- Miglior attacco: Hammarby (75 gol fatti)
- Peggior attacco: Kalmar (22 gol fatti)
- Miglior difesa: Malmö (16 gol subìti)
- Peggior difesa: Falkenberg (62 gol subìti)
- Miglior differenza reti: Malmö (+40)
- Peggior differenza reti: Falkenberg (−37)
- Miglior serie positiva: Malmö (18, 3ª-20ª)
- Peggior serie negativa: Östersund (7, 20ª-26ª)
- Maggior numero di vittorie consecutive: Hammarby (8, 23ª-30ª)

Partite
- Più gol (8):

Hammarby-Falkenberg 6-2 (14ª giornata);
Hammarby-IFK Göteborg 6-2 (23ª giornata);
GIF Sundsvall-IFK Norrköping 4-4 (27ª giornata);
IFK Göteborg-Östersund 7-1 (30ª giornata)
- Pareggio con più gol: GIF Sundsvall-IFK Norrköping 4-4 (27ª giornata)
- Maggior scarto di gol: IFK Göteborg-Östersund 7-1 (30ª giornata)

### Individuali

#### Classifica marcatori[2]
| Gol | Rigori |  | Giocatore            | Squadra        |
| --- | ------ |  | -------------------- | -------------- |
| 15  |        |  | Mohamed Buya Turay   | Djurgården     |
| 14  |        |  | Robin Söder          | IFK Göteborg   |
| 14  | 2      |  | Muamer Tanković      | Hammarby       |
| 13  | 1      |  | Markus Rosenberg     | Malmö          |
| 13  | 1      |  | Nikola Djurdjic      | Hammarby       |
| 11  |        |  | Jordan Larsson       | IFK Norrköping |
| 11  |        |  | Tarik Elyounoussi    | AIK            |
| 11  |        |  | Henok Goitom         | AIK            |
| 11  | 2      |  | Carlos Strandberg    | Örebro         |
| 11  | 2      |  | Paulinho             | Häcken         |
| 10  |        |  | Alexander Kačaniklić | Hammarby       |
| 10  | 1      |  | Christoffer Nyman    | IFK Norrköping |
| 9   |        |  | Anders Christiansen  | Malmö          |
| 9   |        |  | Søren Rieks          | Malmö          |
| 8   |        |  | Alexander Jeremejeff | Häcken         |
| 8   |        |  | Imad Khalili         | Hammarby       |
| 8   |        |  | Jesper Karlsson      | Elfsborg       |
| 8   | 1      |  | Filip Rogić          | Örebro         |
| 8   | 2      |  | Jake Larsson         | Örebro         |

#### Giocatore del mese
Di seguito i vincitori.
| Mese      | Giocatore         | Squadra        |
| --------- | ----------------- | -------------- |
| Aprile    | Linus Hallenius   | GIF Sundsvall  |
| Maggio    | Tarik Elyounoussi | AIK            |
| Giugno    | Non assegnato     | Non assegnato  |
| Luglio    | Marcus Danielson  | Djurgården     |
| Agosto    | Muamer Tanković   | Hammarby       |
| Settembre | Sead Hakšabanović | IFK Norrköping |
| Ottobre   | Darijan Bojanić   | Hammarby       |

#### Premi individuali di fine stagione
Di seguito i vincitori.
| Premio                 | Giocatore                        | Squadra        |
| ---------------------- | -------------------------------- | -------------- |
| Miglior portiere       | Isak Pettersson                  | IFK Norrköping |
| Miglior difensore      | Marcus Danielson                 | Djurgården     |
| Miglior centrocampista | Anders Christiansen              | Malmö FF       |
| Miglior attaccante     | Nikola Đurđić                    | Hammarby       |
| Miglior allenatore     | Kim Bergstrand / Thomas Lagerlöf | Djurgården     |
| Miglior giovane        | Alhassan Yusuf                   | IFK Göteborg   |
| Miglior giocatore      | Marcus Danielson                 | Djurgården     |